# Queijo mestiço de Tolosa

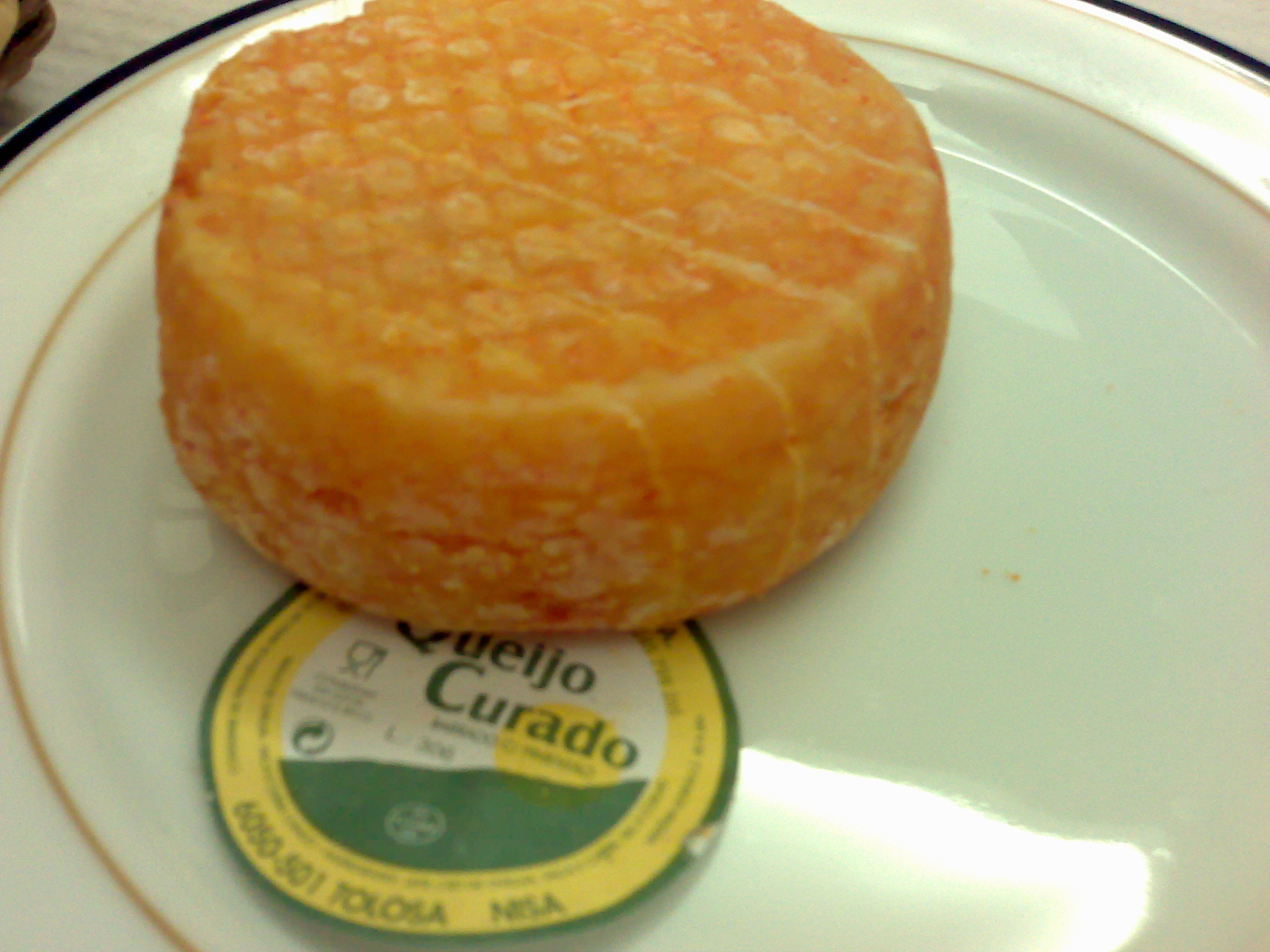
Queijo Mestiço de Tolosa.

El Queijo mestiço de Tolosa es un queso portugués con Indicación geográfica protegida a nivel europeo.
Como su nombre indica, se realiza con la mezcla de dos tipos de leche: de cabra y de oveja. El área de producción se extiende por los concejos de Alter do Chão, Arronches, Avis, Campo Maior, Castelo de Vide, Crato, Elvas, Fronteira, Gavião, Marvão, Monforte, Nisa, Ponte de Sor, Portalegre y Sousel. Es un queso tradicional.
La mezcla de leche pura de cabra y oveja se filtra a través de un paño y se coagula con cuajo animal. El añejamiento lleva entre tres y cuatro semanas, en bodegas frescas. Tiene forma rectangular, con aristas vivas bien definidas y una altura de 3-4 centímetros. El peso va desde los 150 hasta los 400 gramos. Se trata de un queso curado. La corteza es ligeramente rugosa y fina. La pasta se encuentra bien ligada, presentando ojos pequeños, con un color que va de amarillento a anaranjado. El sabor es limpio y ligeramente picante.